# Galaxy 10R
Galaxy 10R war ein US-amerikanischer Kommunikationssatellit. Er war drei Jahre für PanAmSat in Betrieb, einem der größten kommerziellen Unternehmen für satellitenbasierende Dienste. Der Satellit war der fünfzehnte in der Reihe der Galaxy-Kommunikationssatelliten.

## Bahndaten
Der Satellit bewegte sich auf einer geostationären Erdumlaufbahn. Dies bedeutet, dass die kreisförmige Umlaufbahn genau über dem Äquator verläuft und die Umlaufzeit genau der Rotationsdauer der Erde um ihre eigene Achse (1 siderischer Tag) entsprach. Somit schien dieser Satellit von der Erde aus gesehen stillzustehen.

## Technische Daten
Galaxy 10R hat eine Masse von 2137 Kilogramm. Mit Hilfe seiner Solarsegel wurden ungefähr 8800 Watt elektrischer Leistung erzeugt, um die 24 C-Band- und 24 Ku-Band-Transponder mit Energie zu versorgen, um in Nordamerika fast allen der ungefähr 11.000 Kabelnetze Bild- und Tonübertragung sowie digitale Kommunikation zu ermöglichen.

## Missionsverlauf
Galaxy 10R wurde am 25. Januar 2000 an Bord einer Ariane-4-Trägerrakete auf dem Weltraumbahnhof Guayana gestartet und in eine geostationäre Umlaufbahn gebracht.
Nachdem kurze Zeit vorher bereits das primäre XIPS-Antriebssystem ausgefallen war, fiel am 3. August 2004 auch noch das sekundäre System aus. Der Hersteller des Satelliten stellte fest, dass das System nicht mehr repariert werden konnte. So wurde die Lebensdauer von Galaxy 10R auf drei Jahre verkürzt und dieser als ungeeigneter Satellit deklariert. Der Anspruch auf Versicherungsleistungen wurde erfüllt und somit 75,3 Millionen US-Dollar zurückgezahlt. Im Juni 2008 wurde er in einen Friedhofsorbit versetzt. Sein Nachfolger ist Galaxy 18.